# Chimichagua
Chimichagua é um município da Colômbia, localizado no departamento de Cesar.. Localizado às margens do rio cesar, ficou conhecida popularmente pela canção folclórica "La Piragua", onde cita a localidade como destino afamado pelas canoas que passavam neste rio.  